# 多梅·卡鲁科斯基
多梅·卡鲁科斯基（芬蘭語：Dome Karukoski，1976年12月29日—）是一位芬兰导演。他曾获得两次尤西奖。
卡鲁科斯基执导的电影有《女孩你是明星》（2005年）、《黑蝴蝶之家》（2008年）、《禁果》（2009年）、《北极圈英雄》（2010年）、《雄狮之心》（2013年）、《被冒犯者》（2014年）、《芬兰汤姆》（2017年）以及《托爾金傳》（2019年）等。
2013年卡鲁科斯基作为首位芬兰人被美国《综艺》杂志列为十位值得关注的电影导演年度人物之一。

## 个人生活
卡鲁科斯基出生在塞浦路斯尼科西亚。他的母亲是芬兰瑞典族的记者里特娃·卡鲁科斯基（Ritva Karukoski），父亲是美国演员和诗人乔治·迪克逊。在他5岁的时候，他母亲和他从塞浦路斯搬回芬兰居住。
卡鲁科斯基公布了他少年时7至14岁之间在学校遭受欺凌的事情，欺凌是在他从塞浦路斯搬回芬兰后开始发生的。因为这个遭遇，他参加过很多次的旨在制止学校欺凌现象的活动和项目。
2013年卡鲁科斯基跟他的多年女友纳迪娅（Nadia）结婚。他们的儿子奥利弗（Oliver）出生于2014年。